# Xue Ming
Pour les articles homonymes, voir Xue.
Dans ce nom chinois, le nom de famille, Xue, précède le nom personnel.
Xue Ming, né le 17 mars 2000,, est un coureur cycliste chinois. 

## Biographie
En 2023, Xue Ming devient champion de Chine du contre-la-montre, trois ans ans après son premier titre. Il se classe également deuxième de l'épreuve chronométrée aux Jeux Asiatiques. La même année, il représente son pays aux championnats du monde de Glasgow. 

## Palmarès et résultats

### Par année
- 2020
  -  Champion de Chine du contre-la-montre
- 2023
  -  Champion de Chine du contre-la-montre
  - Tour de Nujiang :
    - Classement général
    - 1re étape

  -  Médaillé d'argent du contre-la-montre aux Jeux Asiatiques
- 2025
  -  Champion de Chine du contre-la-montre

### Classements mondiaux
| Année                                 | 2020 |
| ------------------------------------- | ---- |
| UCI Asia Tour                         | 52e  |
|                                       |      |
| Légende : nc = non classéSource : UCI |      |